# Епикрат Амбракијски
Епикрат Амбракијски (грч. Ἐπικράτης Ἀμβρακιώτης) био је старогрчки песник. Живео је и радио у Атини. Он је песник периода средње комедије, према сведочењу Атенеја (x. p. 422, f.). То потврђују сачувани фрагменти његових драма, у којима он исеијава Платона и његове ученике, Спjусепес и Менедем, и у којима се позива на куртизану Лаиду из Коринта, као да је сада далеко одмакла у годинама. Из ових назнака, Август Мајнеке закључује да је био професионално активан између 101. и 108. олимпијаде (376–348. пре Христа).

## Сачувани наслови и фрагменти
Две Епикратове драме, Emporos (Трговац) и Antilais (Против Лаиса), се наводе у Суди, а цитира их Атенеј који такође наводи дела Амазонке и Dyspratos (Тешко продати) (ви. стр. 262, д.), и обавештава нас да је у последњој драми Епикрат преписао неке ствари из Антифановог Диспрата. Клаудије Елијан (N.A.xii. 10) цитира другу Епикратову драму под називом Choros (Плес).